# 朱诺·迪亚斯
朱诺·迪亚斯（西班牙語：Junot Díaz，/ˈdʒuːnoʊ/，JOO-noh，1968年12月31日—）是多米尼加裔美国人，作家，麻省理工学院教授。朱诺·迪亚斯20多年來只創作了3部小說，而他在小說中寫了不少與移民有關的內容。
迪亚斯生于聖多明哥，六岁时随家人移居新泽西州。他获得罗格斯大学文学学士學位，在康奈尔大学获得藝術創作碩士學位后，他于1995年出版了他的第一本著作《沉溺》。
迪亚斯凭借小说《奥斯卡·瓦奥短暂而奇妙的一生》獲得2007年美国国家书评人协会奖以及2008年普立茲小說獎，2012年又获得麦克阿瑟奖。他還是《你就这样失去了她》的作者。他還是第一个担任普立茲小說獎评委的拉美裔作家。